# Lanne-en-Barétous
Lanne-en-Barétous (okzitanisch: Lana en Varetons) ist eine französische Gemeinde mit 479 Einwohnern (Stand: 1. Januar 2022) im Département Pyrénées-Atlantiques in der Region Nouvelle-Aquitaine. Sie gehört zum Arrondissement Oloron-Sainte-Marie und zum Kanton Oloron-Sainte-Marie-1 (bis 2015: Kanton Aramits). Die Einwohner werden Lannais genannt.

## Geographie
Lanne-en-Barétous liegt etwa 37 Kilometer südwestlich von Pau und rund 15 Kilometer nördlich der spanischen Grenze. Das Gemeindegebiet wird vom Flüsschen Vert de Barlanès durchquert. Umgeben wird Lanne-en-Barétous von den Nachbargemeinden Aramits im Norden und Nordosten, Arette im Osten, Sainte-Engrâce im Süden, Haux im Südwesten, Montory im Westen sowie Barcus im Nordwesten.

## Geschichte
Bei einem Erdbeben 1967 wurde die Ortschaft fast vollständig zerstört.

## Bevölkerungsentwicklung
| Jahr                      | 1962 | 1968 | 1975 | 1982 | 1990 | 1999 | 2006 | 2013 |
| Einwohner                 | 665  | 588  | 536  | 542  | 513  | 495  | 520  | 486  |
| Quelle: Cassini und INSEE |      |      |      |      |      |      |      |      |